# هانس-يورغن تيليش
هانس-يورغن تيليش مواليد 1938 (بالإنجليزية: Hans-Jürgen Tillich)‏ هو عالم نبات ألماني.

## من النباتات التي وصفها
- دريقة أنبوبية الأزهار
- دريقة إثنا عشرية السداة
- دريقة بنفسجية داكنة
- دريقة ثنائية اللون
- دريقة جريسية
- دريقة جزرية
- دريقة جناحية
- دريقة رائعة
- دريقة صفراء
- دريقة ظلية
- دريقة كبيرة الأزهار
- دريقة مبهة
- دريقة مخفية الزهور
- دريقة نيكولاوية